# Gustave-Amédée Bernard
Gustave-Amédée Bernard, francoski general, * 1883, † 1960.